# Сулейманов, Ризван Баширович
Ризван Баширович Сулейманов (5 мая 1921, Лакский район — 19 ноября 2000, Махачкала) — участник Великой Отечественной войны, командир батальона 498-го стрелкового полка (132-я стрелковая дивизия, 60-я армия, Центральный фронт), капитан. Герой Советского Союза.

## Биография
Родился 5 мая 1921 года в ауле Кулушац ныне Лакского района республики Дагестан. По национальности — лакец.
Окончил с отличием в районном центре Кумухскую среднюю школу. В 1939 году поступил в Грозненский нефтяной институт, нефтепромысловый факультет. В конце того же года подал заявление о направлении его в Астраханское стрелково-пулемётное училище, которое окончил в 1941 году.

### Участие в Великой Отечественной войне
Воевал на фронтах Великой Отечественной войны с июля 1941 года. Член ВКП(б)/КПСС с 1942 года.
В сентябре 1943 года капитан Р. Б. Сулейманов со своим батальоном первым в полку переправился через реку Десну в районе села Моровск (Козелецкий район, Черниговская область). Вытесненный противник дважды переходил в контратаку, но капитан Сулейманов умело руководил своим батальоном, в результате чего все атаки противника были успешно отбиты.
В ходе боя было уничтожено: 1 танк, 1 пушка противотанковой обороны, 2 станковых пулемёта и около 60 вражеских солдат и офицеров. Сам Ризван Сулейманов в этих боях был тяжело ранен.
В феврале 1944 года, став инвалидом и демобилизовавшись в связи с этим из Красной Армии, Ризван решил вернуться в Дагестан. С 1944 года подполковник Р. Б. Сулейманов — в запасе.

### Послевоенная биография
В августе 1944 года Сулейманова назначили заведующим Военным отделом Махачкалинского горкома партии. А в марте 1945 года он был избран первым секретарём Дагестанского обкома ВЛКСМ. В 1950 году был назначен заведующим Административным отделом Дагестанского обкома ВКП(б).
В 1949 году окончил Высшую партшколу при ЦК КПСС, в 1955 — Академию общественных наук при ЦК КПСС.
Жил в городе Махачкала (Дагестан).
Работал в Дагестанском государственном педагогическом институте, профессор.
Заслуженный деятель науки Дагестанской АССР. Полковник (2000).

## Память
- Похоронен на Старом Русском кладбище в Махачкале[1].
- Его именем названа улица в Махачкале (бывшая Щорса), селе Моровск.
- Биография предоставлена Астраханским музеем боевой славы.

## Награды
- Герой Советского Союза (Указ от 17 октября 1943 года):
  - медаль «Золотая Звезда» (№ 2834),
  - орден Ленина;
- орден Октябрьской Революции;
- орден Красного Знамени;
- орден Александра Невского;
- орден Отечественной войны 1-й степени;
- орден Отечественной войны 2-й степени;
- орден Трудового Красного Знамени;
- медали.